# Vitali Vichnevski
Pour les articles homonymes, voir Vichnevski.
Vitali Viktorovitch Vichnevski - en russe : Виталий Викторович Вишневский et en anglais : Vitali Vishnevski - (né le 18 mars 1980 à Kharkiv en Union des républiques socialistes soviétiques, aujourd'hui en Ukraine) est un joueur professionnel russe de hockey sur glace. Il évolue au poste de défenseur.

## Biographie

### Carrière en club

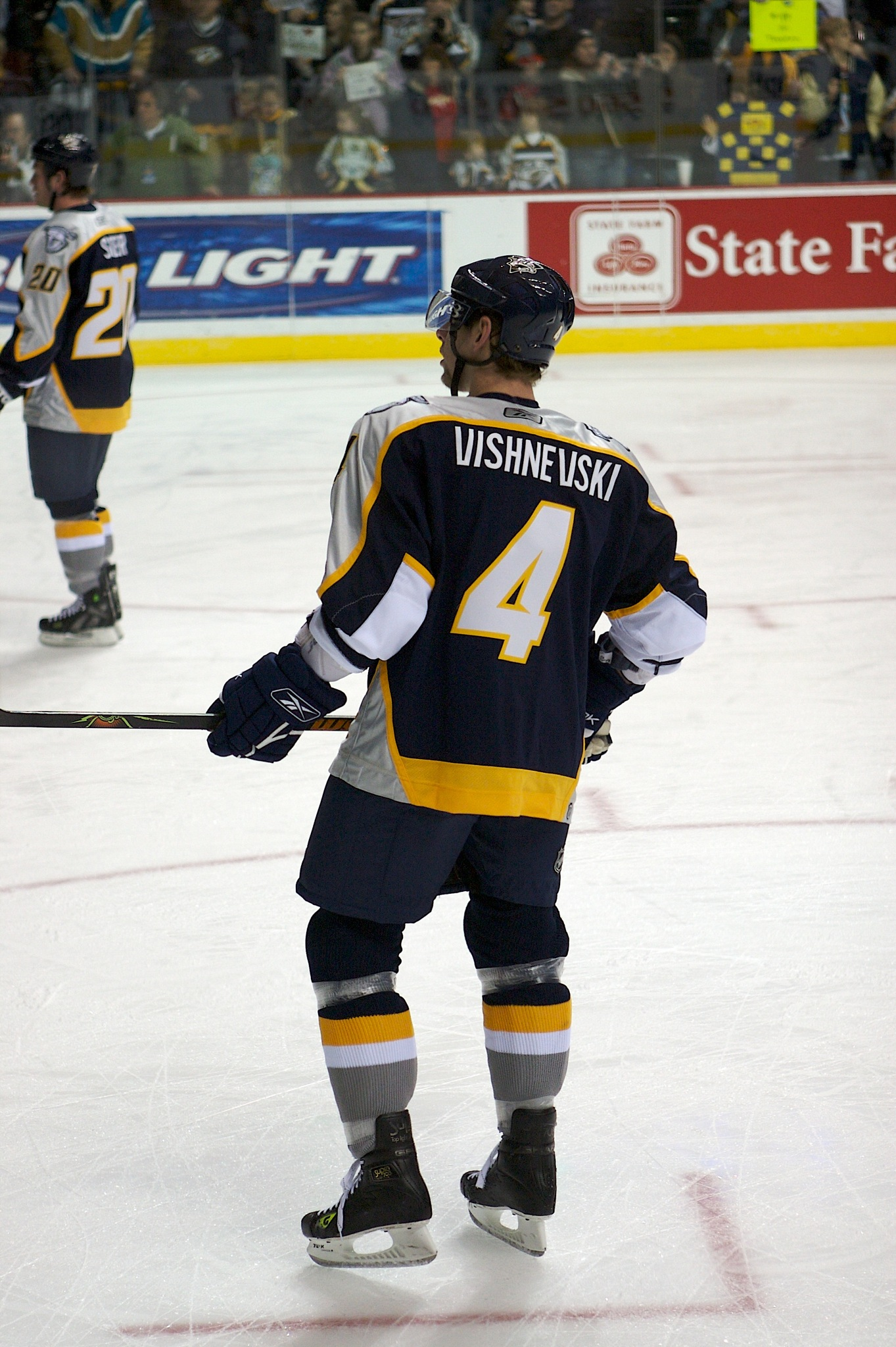
Vichnevski avec les Predators de Nashville.

Il a été choisi par les Mighty Ducks d'Anaheim de la Ligue nationale de hockey lors du repêchage d'entrée dans la LNH 1998 en 1e ronde, en 5e position. Reconnu pour être un défenseur fiable, constant et robuste, il a débuté avec le Lokomotiv Iaroslavl en Superliga avant de venir jouer en Amérique du Nord. Il a joué ses premières années dans la LNH avec les Mighty Ducks d'Anaheim. En 2003, les Ducks ratent de peu la Coupe Stanley alors que les Devils du New Jersey les avaient éliminés au match ultime de la coupe. Le 17 août 2006, il est échangé aux Thrashers d'Atlanta contre Karl Stewart et un choix de repêchage. Son passage avec l'équipe est de courte durée puisque les Thrashers l'échangent aux Predators de Nashville pour finir la saison. N'ayant pas reçu d'offre de la part des Predators, il est agent libre le 1er juillet. Le 10 juillet, il signe avec les Devils du New Jersey qui viennent de perdre leur meilleur défenseur Brian Rafalski parti chez les Red Wings de Détroit lorsqu'il était agent libre. En 2008, il revient au Lokomotiv Iaroslavl dans la Ligue continentale de hockey (KHL).

### Carrière internationale
Il représente l'Équipe de Russie de hockey sur glace en senior depuis 1999.

## Statistiques

### En club
| Saison     | Équipe                     | Ligue      |     | Saison régulière | Saison régulière | Saison régulière | Saison régulière | Saison régulière |   | Séries éliminatoires | Séries éliminatoires | Séries éliminatoires | Séries éliminatoires | Séries éliminatoires |
| Saison     | Équipe                     | Ligue      | PJ  | B                | A                | Pts              | Pun              | PJ               | B | A                    | Pts                  | Pun                  |                      |                      |
| 1998-1999  | Lokomotiv Iaroslavl        | Superliga  | 34  | 3                | 4                | 7                | 38               | 10               | 0 | 0                    | 0                    | 4                    |                      |                      |
| 1999-2000  | Mighty Ducks de Cincinnati | LAH        | 35  | 1                | 3                | 4                | 45               | -                | - | -                    | -                    | -                    |                      |                      |
| 1999-2000  | Mighty Ducks d'Anaheim     | LNH        | 31  | 1                | 1                | 2                | 26               | -                | - | -                    | -                    | -                    |                      |                      |
| 2000-2001  | Mighty Ducks d'Anaheim     | LNH        | 76  | 1                | 10               | 11               | 99               | -                | - | -                    | -                    | -                    |                      |                      |
| 2001-2002  | Mighty Ducks d'Anaheim     | LNH        | 74  | 0                | 3                | 3                | 60               | -                | - | -                    | -                    | -                    |                      |                      |
| 2002-2003  | Mighty Ducks d'Anaheim     | LNH        | 80  | 2                | 6                | 8                | 76               | 21               | 0 | 1                    | 1                    | 6                    |                      |                      |
| 2003-2004  | Mighty Ducks d'Anaheim     | LNH        | 73  | 6                | 10               | 16               | 51               | -                | - | -                    | -                    | -                    |                      |                      |
| 2004-2005  | Khimik Voskressensk        | Superliga  | 50  | 7                | 14               | 21               | 92               | -                | - | -                    | -                    | -                    |                      |                      |
| 2005-2006  | Mighty Ducks d'Anaheim     | LNH        | 82  | 1                | 7                | 8                | 91               | 16               | 0 | 4                    | 4                    | 10                   |                      |                      |
| 2006-2007  | Thrashers d'Atlanta        | LNH        | 52  | 3                | 9                | 12               | 31               | -                | - | -                    | -                    | -                    |                      |                      |
| 2006-2007  | Predators de Nashville     | LNH        | 15  | 0                | 1                | 1                | 10               | -                | - | -                    | -                    | -                    |                      |                      |
| 2007-2008  | Devils du New Jersey       | LNH        | 69  | 2                | 5                | 7                | 50               | 3                | 0 | 0                    | 0                    | 2                    |                      |                      |
| 2008-2009  | Lokomotiv Iaroslavl        | KHL        | 53  | 8                | 13               | 21               | 124              | 19               | 2 | 7                    | 9                    | 44                   |                      |                      |
| 2009-2010  | Lokomotiv Iaroslavl        | KHL        | 55  | 5                | 14               | 19               | 68               | 17               | 0 | 9                    | 9                    | 32                   |                      |                      |
| 2010-2011  | SKA Saint-Pétersbourg      | KHL        | 49  | 7                | 8                | 15               | 44               | 11               | 0 | 1                    | 1                    | 4                    |                      |                      |
| 2011-2012  | SKA Saint-Pétersbourg      | KHL        | 54  | 3                | 4                | 7                | 89               | 14               | 0 | 1                    | 1                    | 9                    |                      |                      |
| 2012-2013  | Lokomotiv Iaroslavl        | KHL        | 52  | 2                | 5                | 7                | 36               | 6                | 0 | 0                    | 0                    | 2                    |                      |                      |
| 2013-2014  | Lokomotiv Iaroslavl        | KHL        | 52  | 1                | 4                | 5                | 22               | 18               | 1 | 0                    | 1                    | 2                    |                      |                      |
| 2014-2015  | Lokomotiv Iaroslavl        | KHL        | 43  | 0                | 3                | 3                | 16               | 1                | 0 | 0                    | 0                    | 0                    |                      |                      |
|            |                            |            |     |                  |                  |                  |                  |                  |   |                      |                      |                      |                      |                      |
| 2017-2018  | Severstal Tcherepovets     | KHL        | 51  | 1                | 5                | 6                | 26               | 4                | 0 | 0                    | 0                    | 0                    |                      |                      |
| Totaux LNH | Totaux LNH                 | Totaux LNH | 552 | 16               | 52               | 68               | 494              | 40               | 0 | 5                    | 5                    | 18                   |                      |                      |

### En équipe nationale
| Année | Compétition                 |   | PJ | B | A | Pts | Pun                        |  | Résultat |
| 1997  | Championnat d'Europe junior | 6 | 2  | 0 | 2 | 4   | 4e place                   |  |          |
| 1998  | Championnat d'Europe junior | 6 | 2  | 6 | 8 | 24  | Médaille de bronze         |  |          |
| 1998  | Championnat du monde junior | 7 | 1  | 2 | 3 | 6   | Médaille d'argent          |  |          |
| 1999  | Championnat du monde junior | 7 | 0  | 2 | 2 | 6   | Médaille d'or              |  |          |
| 1999  | Championnat du monde        | 6 | 0  | 1 | 1 | 8   | 5e place                   |  |          |
| 2001  | Championnat du monde        | 7 | 0  | 3 | 3 | 6   | 5e place                   |  |          |
| 2004  | Coupe du monde              | 3 | 0  | 0 | 0 | 0   | Défaite en quart-de-finale |  |          |
| 2006  | Jeux olympiques             | 8 | 0  | 1 | 1 | 4   | 4e place                   |  |          |
| 2009  | Championnat du monde        | 9 | 0  | 0 | 0 | 29  | Médaille d'or              |  |          |